# Gandaritis postscripta
Gandaritis postscripta är en fjärilsart som beskrevs av Louis Beethoven Prout 1941. Gandaritis postscripta ingår i släktet Gandaritis och familjen mätare. Inga underarter finns listade i Catalogue of Life.